# Bidur
Bidur is een stad (Engels: municipality; Nepalees: nagarpalika) in het centrum van Nepal, en tevens de hoofdstad van het district Nuwakot. De stad telde bij de volkstelling in 1991 18.694 inwoners, in 2001 21.193, in 2011 26.750.